# Antoni Bonifacy Brzeziński
Antoni Bonifacy Brzeziński (ur. 5 czerwca 1820 w Poznaniu, zm. 19 stycznia 1898 w Tarnowie) – polski duchowny, kapelan wosk polskich, filipin. 
Syn Jana i Marianny z d. Smolarkiewicz. Po skończeniu nauki w 1842 roku w gimnazjum im. św. Marii Magdaleny w Poznaniu studiował teologię w Bonn i w seminarium gnieźnieńskim. Był potem katechetą przy gimnazjum w Trzemesznie. Gdy wybuchło powstanie wielkopolskie roku 1848 został kapelanem wojsk polskich. Po zakończeniu powstania przez rok administrował parafię w Swarzędzu.
W 1849 roku był proboszczem w parafii w Baszkowie. W 1854 został powołany przez arcybiskupa Leona Przyłuskiego na profesora historii i prawa kanonicznego w seminarium duchownym w Poznaniu, jednocześnie był prezesem Rady Głównej Konferencji św. Wincentego a Paulo.
Dzięki jego staraniom konferencje powstały prawie we wszystkich miastach Wielkopolski. Zajmował się rozprowadzaniem „Pokłosia”, czasopisma literackiego założonego przez błogosławionego Edmunda Bojanowskiego.
W 1865 roku wstąpił do zgromadzenia filipinów w Gostyniu, a w latach 1871–1874 pracował jako dyrektor zakładu księży emerytów w Osiecznej. Po rozwiązaniu zgromadzenia przez władze pruskie na prawie dwa lata przeniósł się do Krakowa, a potem w 1878 roku za zgodą biskupa Alojzego Pukalskiego do Tarnowa, gdzie prowadził liczne akcje charytatywne.
13 sierpnia 1897 roku ks. Leopold Fleischer, pleban komorowski napisał, że przejął od ks. Antoniego Brzezińskiego młodzieńczy portret Józefa Lompy wraz z wieloma rękopisami tego autora. Z prac literackich ogłosił „Historye Soboru Trydenckiego”, dwutomową książkę „Pamiątka jubileuszu dwuchsetniego Zgromadzenia XX. Filipinów w Gostyniu” w 1869 roku, wydał „Zbiorek modlitw” dla Zgromadzenia Służebniczek, zebrał i spisał „Instytutu Świętego Filipa Neriusza Objaśnienia”.
Został pochowany na Starym Cmentarzu w Tarnowie w kwaterze I. Tygodnik „Pogoń” wydawany w Tarnowie 22 stycznia 1898 roku umieścił na swych łamach nekrolog poświęcony księdzu Antoniemu Bonifacemu Brzezińskiemu.